# Vejle Provsti
Vejle Provsti er et provsti i Vejle Kommune og Haderslev Stift.
Vejle Provsti består af 27 sogne med 31 kirker, fordelt på 22 pastorater.

## Pastorater
| Pastorater i Vejle Provsti         | Pastorater i Vejle Provsti | Pastorater i Vejle Provsti |
| ---------------------------------- | -------------------------- | -------------------------- |
| Bredballe Pastorat                 | Bredsten Pastorat          | Egtved Pastorat            |
| Engum Pastorat                     | Gauerslund Pastorat        | Grejs-Hornstrup Pastorat   |
| Gårslev Pastorat                   | Hover Pastorat             | Hvejsel Pastorat           |
| Højen Pastorat                     | Jelling Pastorat           | Kollerup-Vindelev Pastorat |
| Mølholm Pastorat                   | Nørremarks Pastorat        | Ødsted-Jerlev Pastorat     |
| Øster Starup-Vester Nebel Pastorat | Sankt Johannes Pastorat    | Sankt Nikolaj Pastorat     |
| Skibet Pastorat                    | Smidstrup-Skærup Pastorat  | Vinding Pastorat           |
| Vor Frelsers Pastorat              |                            |                            |

## Sogne
| Sogne i Vejle Provsti | Sogne i Vejle Provsti | Sogne i Vejle Provsti |
| --------------------- | --------------------- | --------------------- |
| Bredballe Sogn        | Bredsten Sogn         | Egtved Sogn           |
| Engum Sogn            | Gauerslund Sogn       | Grejs Sogn            |
| Gårslev Sogn          | Hornstrup Sogn        | Hover Sogn            |
| Hvejsel Sogn          | Højen Sogn            | Jelling Sogn          |
| Jerlev Sogn           | Kollerup Sogn         | Mølholm Sogn          |
| Nørremarks Sogn       | Sankt Johannes Sogn   | Sankt Nikolaj Sogn    |
| Skibet Sogn           | Skærup Sogn           | Smidstrup Sogn        |
| Vejle Søndre Sogn     | Vindelev Sogn         | Vinding Sogn          |
| Vor Frelsers Sogn     | Ødsted Sogn           | Øster Starup Sogn     |